# Nina Bouraoui

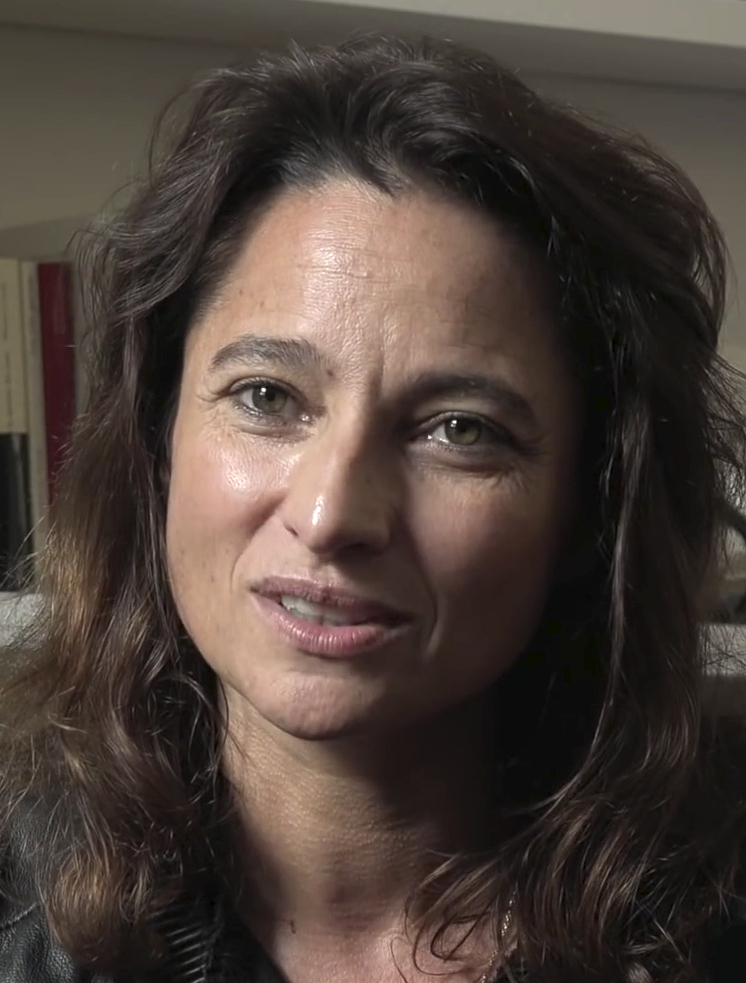
Nina Bouraoui (2016)

Nina Bouraoui (Rennes, Ille-et-Vilaine, 1967) is een Franse schrijfster. Ze is de dochter van een Algerijnse vader en een Franse moeder. De eerste veertien jaar van haar leven woonde ze in Algerije. Daarna woonde ze in Zürich, Abu Dhabi en Parijs.
Haar boeken zijn meestal in de 1e persoon geschreven, met uitzondering van Avant les hommes. De hoofdpersoon in dit boek is een man, maar in haar boek Le bal des murènes, waar dit ook het geval is, schrijft ze in de eerste persoon.

## Publicaties
- La Voyeuse interdite (1991, Prix du Livre Inter 1991)
- Poing mort (1992)
- Le Bal des murènes (1996)
- L'Âge blessé (1998)
- Le Jour du seisme (1999)
- Garçon manqué (2000)
- La Vie heureuse (2002)
- Poupée Bella (2004)
- Mes mauvaises Pensées (2005, Prix Renaudot)
- Avant les hommes (2007)
- Appelez-moi par mon prénom (2008)
- Nos baisers sont des adieux (2010)

## Liedjes
In 2007 schreef ze twee liedjes voor Céline Dion getiteld Immensité en Les paradis, die te horen zijn op Célines laatste album D'elles.
- Bibsys: 90676509
- Bibliothèque nationale de France: cb121990986 (data)
- Catàleg d'autoritats de noms i títols de Catalunya: 981058616585606706
- CiNii: DA10647256
- Gemeinsame Normdatei: 124531679
- International Standard Name Identifier: 0000 0001 0938 2509
- Library of Congress Control Number: nr92018157
- MusicBrainz: a4c1f616-cb46-447f-840c-16eafe124544
- Nationale Bibliotheek van Tsjechië: xx0024122
- Nationale Bibliotheek van Israël: 987007498619005171
- Nederlandse Thesaurus van Auteursnamen: 087002736
- Réseau des bibliothèques de Suisse occidentale: 02-A003031614
- Istituto Centrale per il Catalogo Unico: BVEV013670
- LIBRIS: 245622
- Système universitaire de documentation: 053439929
- Virtual International Authority File: 115511373
- WorldCat: E39PBJd3HRbrK7pPt8CW3xTfv3